# Opuntia vulgaris
Espèce
Synonymes
- Cactus decumanus Willd.[2]
- Cactus ficus-indica L.[3] [2]
- Cactus opuntia L.[3]
- Opuntia arcei Cárdenas[3]
- Opuntia castillae Griffiths[3]
- Opuntia compressa J.F. Macbr.[2]
- Opuntia cordobensis Speg.[2]
- Opuntia ficus-barbarica A.Berger[3]
- Opuntia ficus-barbarica Berg.[2]
- Opuntia ficus-indica (préféré par NCBI)[4]
- Opuntia ficus-indica (L.) Mill. (préféré par BioLib)[2]
- Opuntia incarnadilla Griffiths[3]
- Opuntia maxima Miller[2]
- Opuntia megacantha Salm-Dyck[3]
- Opuntia opuntia (L.) Karst.[2]
- Opuntia vulgaris Mill.[3]
- Opuntia vulgaris P. Mill.[2]
- Opuntia vulgaris[4]
- Platyopuntia vulgaris (Mill.) F.Ritter[3]

Opuntia vulgaris est une espèce de plantes de la famille des cactacées. Elle résiste à l'aridité, à la chaleur et au soleil et se développe comme un buisson. C'est une plante qui ne possède pas de tronc et peut mesurer jusqu'à 1 m de hauteur.
Les  fruits d'Opuntia vulgaris sont comestibles, très riches en eau et charnus de couleur rouge ou jaune orangé quand ils sont mûrs.

## Usages
Riche en eau , elle sert surtout de « réservoir d'eau » pour les régions sèches. La consommation de quelques fruits permet en effet de se désaltérer.
L’écorce de cette plante est utilisée dans le traitement des pédiculoses au Cameroun.
On peut faire de la confiture avec ses fruits et obtenir du miel par l'extraction faite avec les feuilles.

## Liste des variétés
Selon Tropicos (10 août 2017) (Attention liste brute contenant possiblement des synonymes) :
- variété Opuntia vulgaris var. major Salm-Dyck
- variété Opuntia vulgaris var. media Salm-Dyck
- variété Opuntia vulgaris var. nana (Vis.) K. Schum.
- variété Opuntia vulgaris var. rafinesquei A. Gray